# Tom Rooney

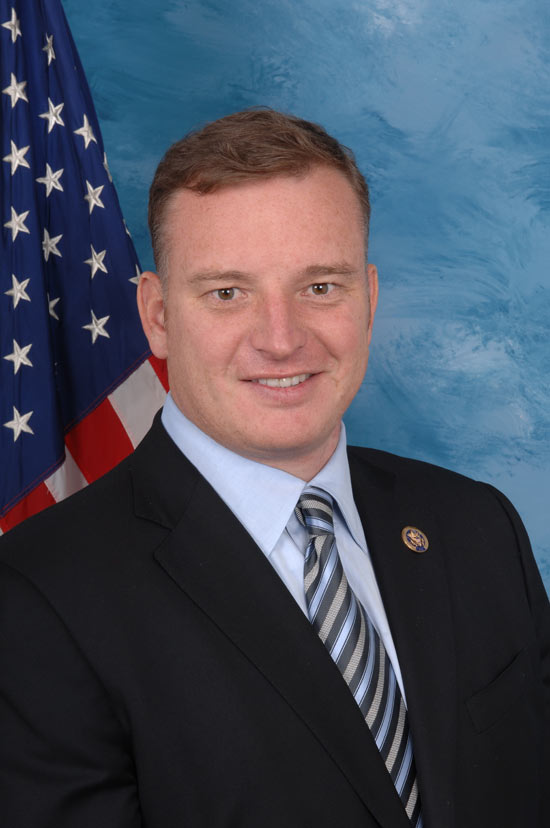
Tom Rooney

Thomas J. „Tom“ Rooney (* 21. November 1970 in Philadelphia, Pennsylvania) ist ein US-amerikanischer Politiker. Von 2009 bis 2019 vertrat er den Bundesstaat Florida im US-Repräsentantenhaus.

## Werdegang
Tom Rooney wuchs in Palm Beach Gardens (Florida) auf besuchte die Benjamin School in North Palm Beach. Danach studierte er bis 1989 an der Syracuse University in Syracuse (New York) und dann bis 1993 am Washington & Jefferson College in Washington (Pennsylvania). Zwischenzeitlich arbeitete er im Stab von US-Senator Connie Mack. Rooney setzte seine Studienzeit bis 1996 an der University of Florida in Gainesville fort. Nach einem anschließenden Jurastudium an der University of Miami und seiner im Jahr 1999 erfolgten Zulassung als Rechtsanwalt begann er in seinem neuen Beruf zu arbeiten. Zwischen 2000 und 2004 war er Militäranwalt in der US Army. Während dieser Zeit hielt er auch juristische Vorträge an der US-Militärakademie in West Point. Danach arbeitete er für die Staatsregierung von Florida als Assistent des Attorney General.
Politisch schloss sich Rooney der Republikanischen Partei an. Bei den Kongresswahlen des Jahres 2008 wurde er im 16. Wahlbezirk von Florida in das US-Repräsentantenhaus in Washington, D.C. gewählt, wo er am 3. Januar 2009 die Nachfolge des ihm zuvor unterlegenen Demokraten Tim Mahoney antrat.  2010 wurde er für zwei Jahre wiedergewählt.
Nach einer Umstrukturierung der Wahlbezirke in Florida, vertritt er seit 2013 den 17. Wahlkreis im Kongress. Er wurde 2012, 2014 und 2016 im Amt bestätigt. Im Parlament war er Mitglied im Landwirtschaftsausschuss, im Streitkräfteausschuss und im United States House Permanent Select Committee on Intelligence sowie in mehreren Unterausschüssen. Im Februar 2018 gab er bekannt nicht wieder für das Repräsentantenhaus kandidieren zu wollen.  Er gehörte dem Parlament bis zur Ende der Legislaturperiode  am 3. Januar 2019 an.